# مخلاف سنحان
مخلاف سنحان أحد المخاليف اليمنية القديمة التي كان معمول بها في تسمية تقاسيم المناطق اليمنية قبل سيطرة العثمانيين على اليمن عام 1538 واحتلال بريطانيا لعدن عام 1839  ، وهو مخلاف شمال صعدة وهو من جنب مذحج، ولا يقصد به مخلاف قبيلة سنحان الواقعة جنوب صنعاء فهي كانت تعرف بمخلاف ذي جُرة.

## أنظر أيضا
- جبل كنن